# Лынив, Оксана Ярославовна
Окса́на Яросла́вовна Лыни́в (укр. Оксана Ярославівна Линів; род. 6 января 1978, Броды, Львовская область) — украинский дирижёр. Первая женщина — главный дирижёр Оперы Граца и филармонического оркестра Граца. Входит в тройку лучших женщин-дирижёров современности.

## Биография
Дочь двух музыкантов и внучка учителя музыки, регента церковного хора Дмитрия Лынива. Отец Оксаны, Ярослав Лынив (род. 25 января 1952) — руководитель народной хоровой капеллы «Боян» в Бродах. У Оксаны Лынив есть брат Юрий.
Музыкальную школу окончила в городе Броды. Затем училась в Дрогобычском музучилище имени Василия Барвинского, однако после первого курса перевелась во Львов и в 1996 году заканчивала уже Львовское музыкальное училище имени Станислава Людкевича, где училась игре на свирели. Позже, с 1996 по 2003 год, училась в Львовской национальной музыкальной академии имени Николая Лысенко в классе Богдана Дашака, главного дирижёра Львовской оперы.

## Начало музыкальной карьеры
Уже во время учёбы в академии Богдан Дашак сделал её своей ассистенткой.
В 2004 году приняла участие в первом конкурсе дирижёров имени Густава Малера в Бамбергской филармонии. Это было первое путешествие Оксаны за границу, где она получила третье место. После этого в 2005 году стала ассистенткой дирижёра Джонатана Нотта при Бамбергской филармонии.
В 2005 году приехала в Дрезден, где училась в аспирантуре в Высшей школе музыки имени Карла Марии фон Вебера (получила последипломное образование) и с 2007 года посещает мастер-классы Эккехарда Клемма.
Стипендиат Немецкой академической службы обменов (DAAD), Гёте-Института и фонда Оскара и Веры Риттер. С 2007 по 2009 год её поддерживал «Форум дирижёров» ассоциации немецких музыкантов. С того времени она посещала мастер-классы таких известных личностей, как: Гартмут Генхен (Hartmut Haenchen), Курт Мазур, Георг Фриче и Роланд Зайфарт.
Для баварского радио руководила звукозаписями с баварскими симфоническими музыкантами и в 2007 году с местным молодёжным оркестром.
Дирижировала концертными программами и операми в Украине, Германии, Франции, Румынии, Эстонии и Швейцарии.

## Продолжение музыкальной карьеры
С 2008 по 2013 годы работала дирижёром в Одесском национальном академическом театре оперы и балета. Дирижировала такими произведениями как «Богема», «Сельская честь», «Риголетто» и «Мадам Баттерфляй» в Одесском национальном театре оперы и балета. Осуществила постановки опер Руджеро Леонкавалло «Паяцы», Дмитрия Бортнянского «Алкид», балетов на музыку Густава Малера, Иоганна Штрауса «Тайна Венского леса» и Людвига Минкуса «Дон Кихот»,
С 2013—2014 годов работает как музыкальный ассистент генерального музыкального директора Кирилла Петренко и дирижёра в Баварской государственной оперы, где она дирижировала операми «Граф Ори», «Милосердие Тита» и премьерой оперы «Настенные часы».
В 2015 году Оксану Лынив признали лучшим дирижёром Баварской государственной оперы в номинации «Классическая музыка».
В феврале 2017 года была выбрана как преемница Дирка Кафтана с сезона 2017—2018 главным дирижёром Оперы Граца и филармонического оркестра Граца.
В 2017 году основала по образцу Федерального молодёжного оркестра Германии Украинский молодёжный симфонический оркестр, в котором играют музыкально одаренные дети и подростки со всех уголков Украины.
С 20 августа 2020 года — приглашённый дирижёр Франкфуртской оперы.
На Байрёйтском фестивале 2021 дирижировала оперой «Летучий голландец», став первой женщиной-дирижёром за всю историю фестиваля. Вновь встала за пульт на этой опере на фестивале 2025 года.
С 1 января 2022 года Оксана Лынив стала музыкальным руководителем, а также главным дирижёром итальянского театра Teatro Comunale Bologna (Муниципальный театр Болоньи).
В ходе российского вторжения на Украину выступала против ряда случаев культуры отмены связанных с Россией и не поддерживавших российские власти и саму войну композиторов и творческих деятелей, а также украинских коллег.

## Семья
- Отец — Ярослав Лынив, музыкант
- Брат — Юрий Лынив
- Муж — скрипач Андрей Мурза.

## Награды
- Орден княгини Ольги III степени (2021)[7]
- Лучший дирижёр Баварской государственной оперы в номинации «Классическая музыка» за 2015 год
- Орден «За интеллектуальную отвагу» за 2017 год
- Победительница проекта «Женщина Украины 2019» в номинации «Культура» женского журнала «Единственная»
- Баварская культурная премия[вд][8]